# Мамай-гора
Мама́й-гора́ — височина на березі Каховського водосховища біля села Велика Знам'янка Кам'янсько-Дніпровського району Запорізької області, на лівому березі Каховського водосховища. Відома як найбільший мультикомплексний могильник Північного Причорномор'я. Висота гори становить 80 метрів. Входить до складу ландшафтного заказника Урочище Мамай гора.

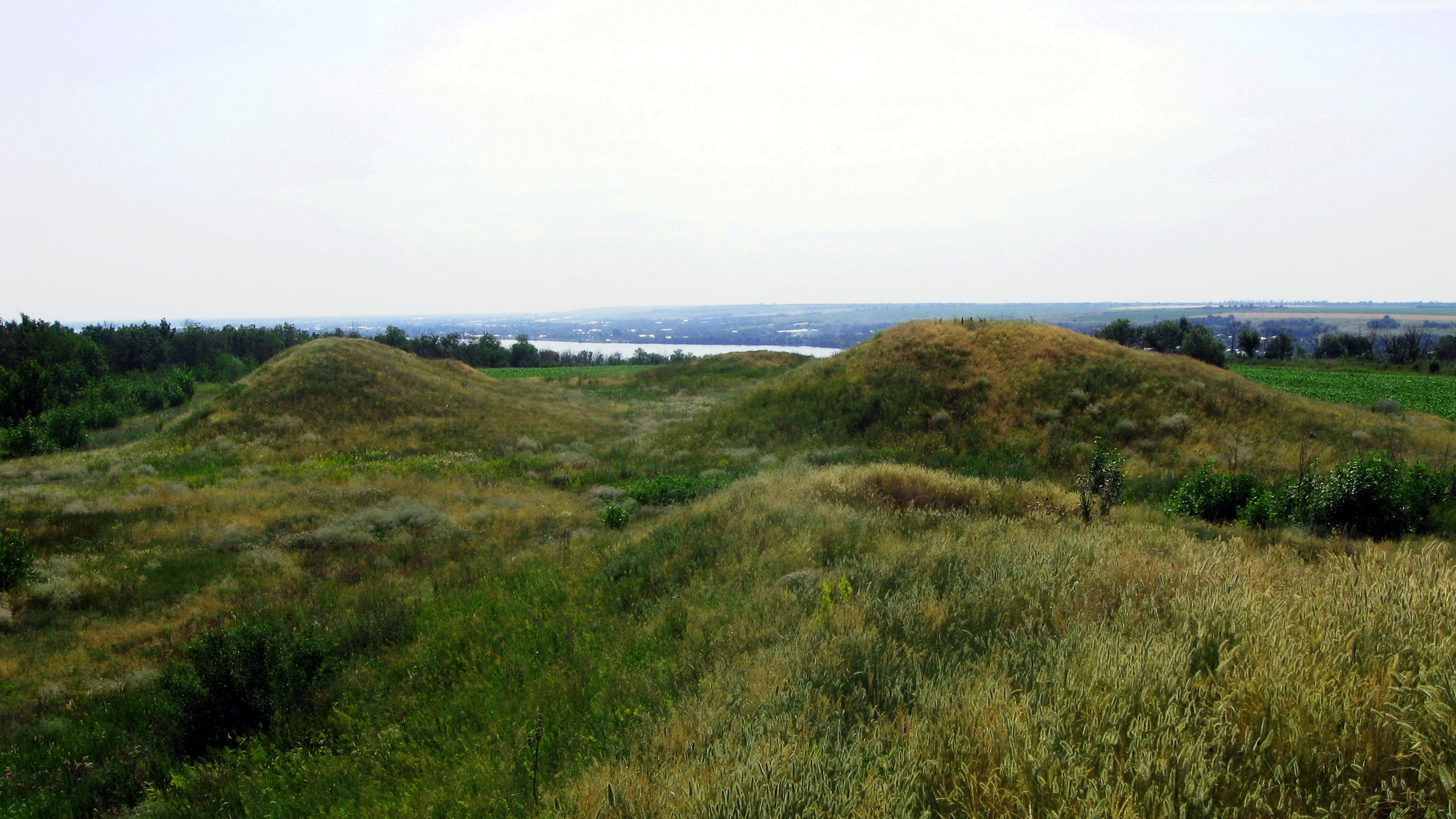
Мамай-гора. Скіфські могильники

## Археологічні знахідки
На цьому місці знаходяться місцеві скіфські поховання відомі у всьому світі, які є унікальними в своєму роді. 
Під час чергового польового сезону запорізькі археологи вище скіфських поховань виявили середньовічний могильник Мамай-Сурка («Мамасуркою» знам'янці називають невелику річечку, що протікає біля підніжжя Мамай-гори). Він виявився одним з найбільших в Європі. 
Уже розкопано понад 1000 поховань цього могильника. Майже всі вони примітні тим, що в них поховані не знатні особи, а простолюд. Саме йому належать знайдені в могилах особисті речі: сережки, намисто, персні, скроневі кільця, браслети, численні амулети. 
Подальші розкопки допоможуть дати відповіді на безліч питань, пов'язаних з епохою Середньовіччя. І, можливо, після з'ясування того, яке ж все-таки населення проживало тут, які в нього були стосунки з Золотою Ордою і як татаро-монголи (а саме з ними і пов'язують в народі назву священної гори) вплинули на формування українського народу, і вдасться уточнити час зародження запорізького козацтва, простежити його корені.

## Стан історичних пам'яток
Мамай-гора поступово сповзає у Каховське водосховище. За останні 30 років обвалилося майже 400 метрів берега. Вчені кажуть, що зупинити процес руйнації Мамай-гори неможливо. Це обумовлено не тільки близькістю штучного моря, а й просіданням ґрунту.